# Ehretia dicksonii
Ehretia dicksonii är en strävbladig växtart som beskrevs av Henry Fletcher Hance. Ehretia dicksonii ingår i släktet Ehretia och familjen strävbladiga växter. Inga underarter finns listade i Catalogue of Life.

## Bildgalleri

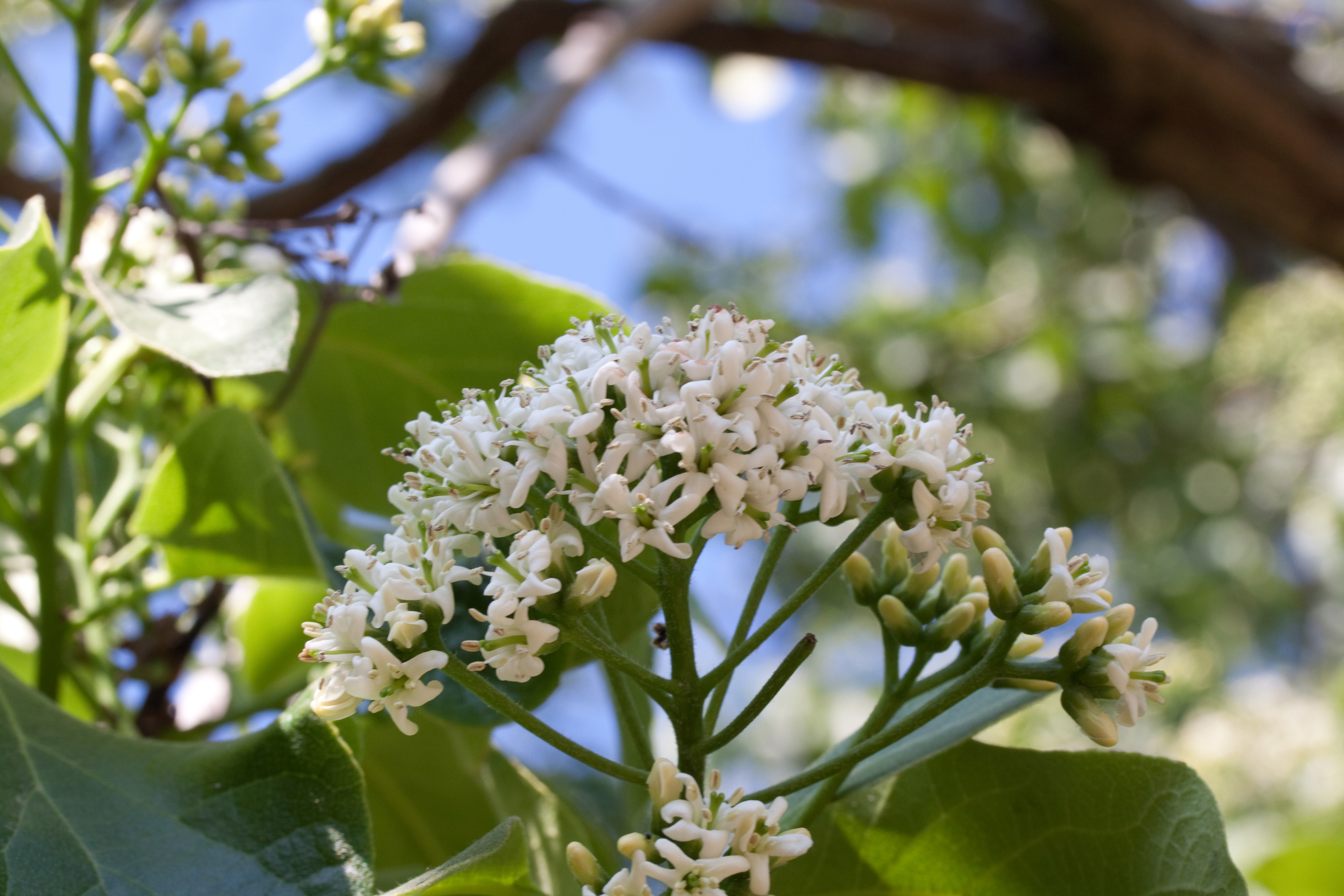
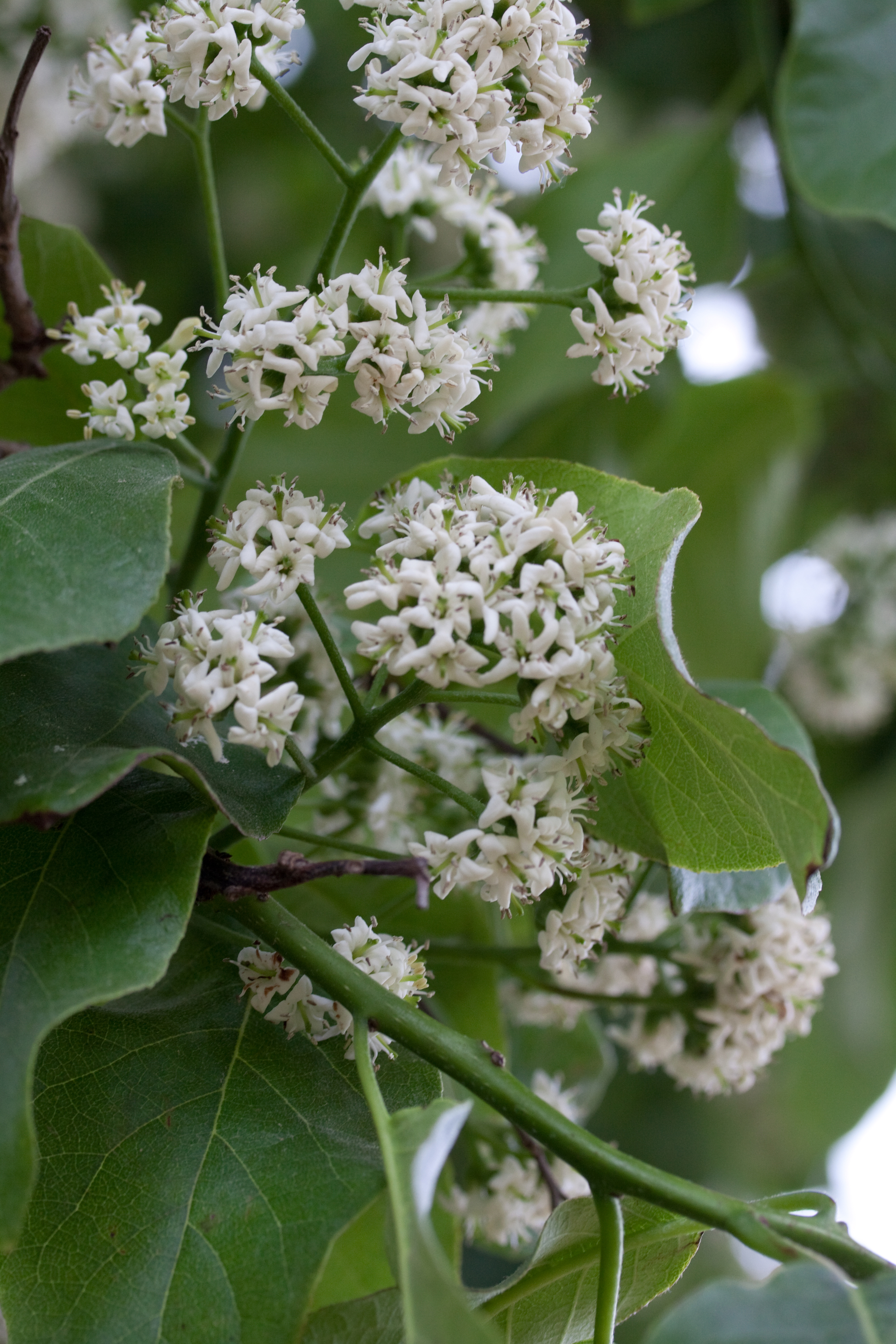
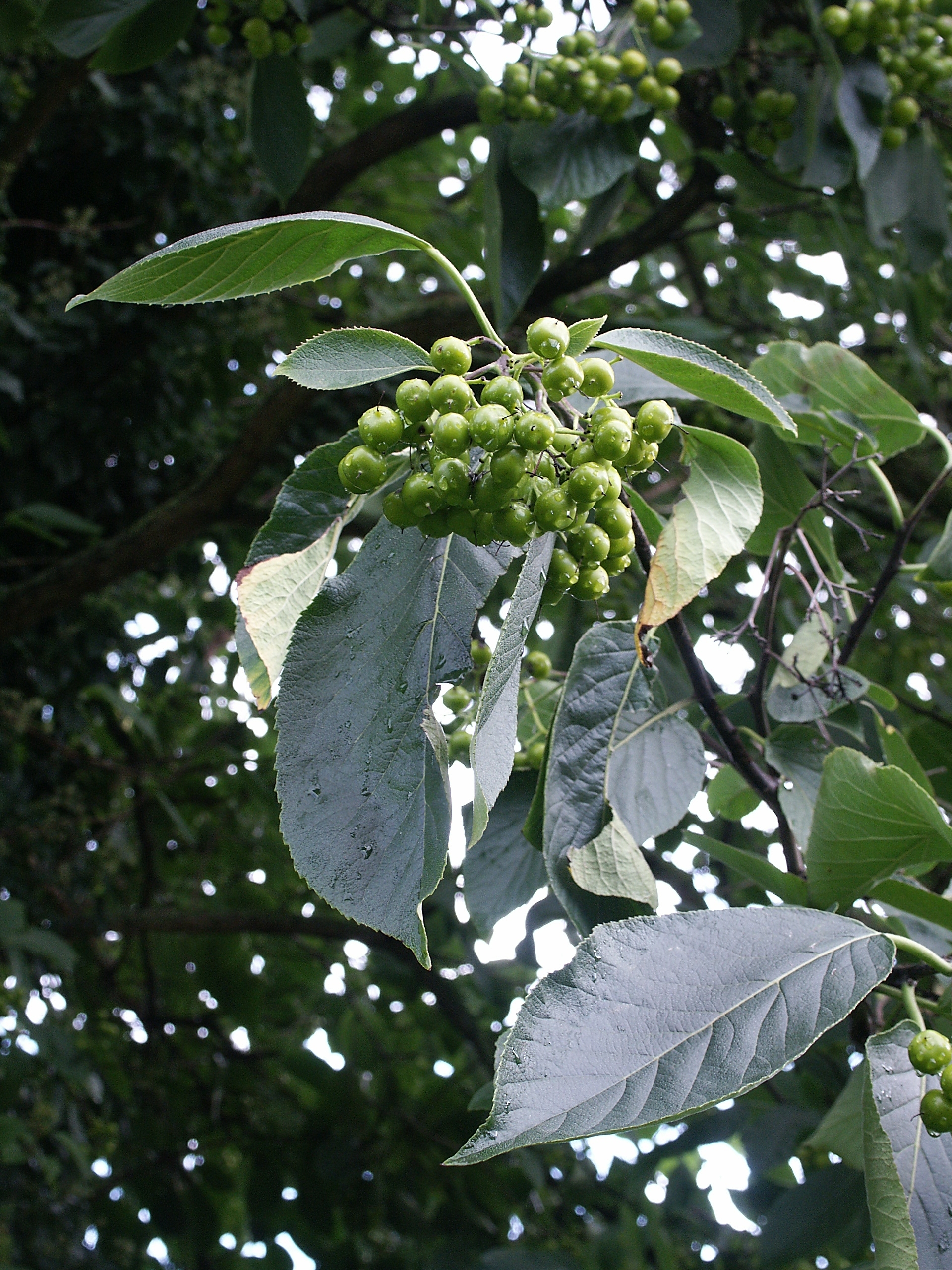
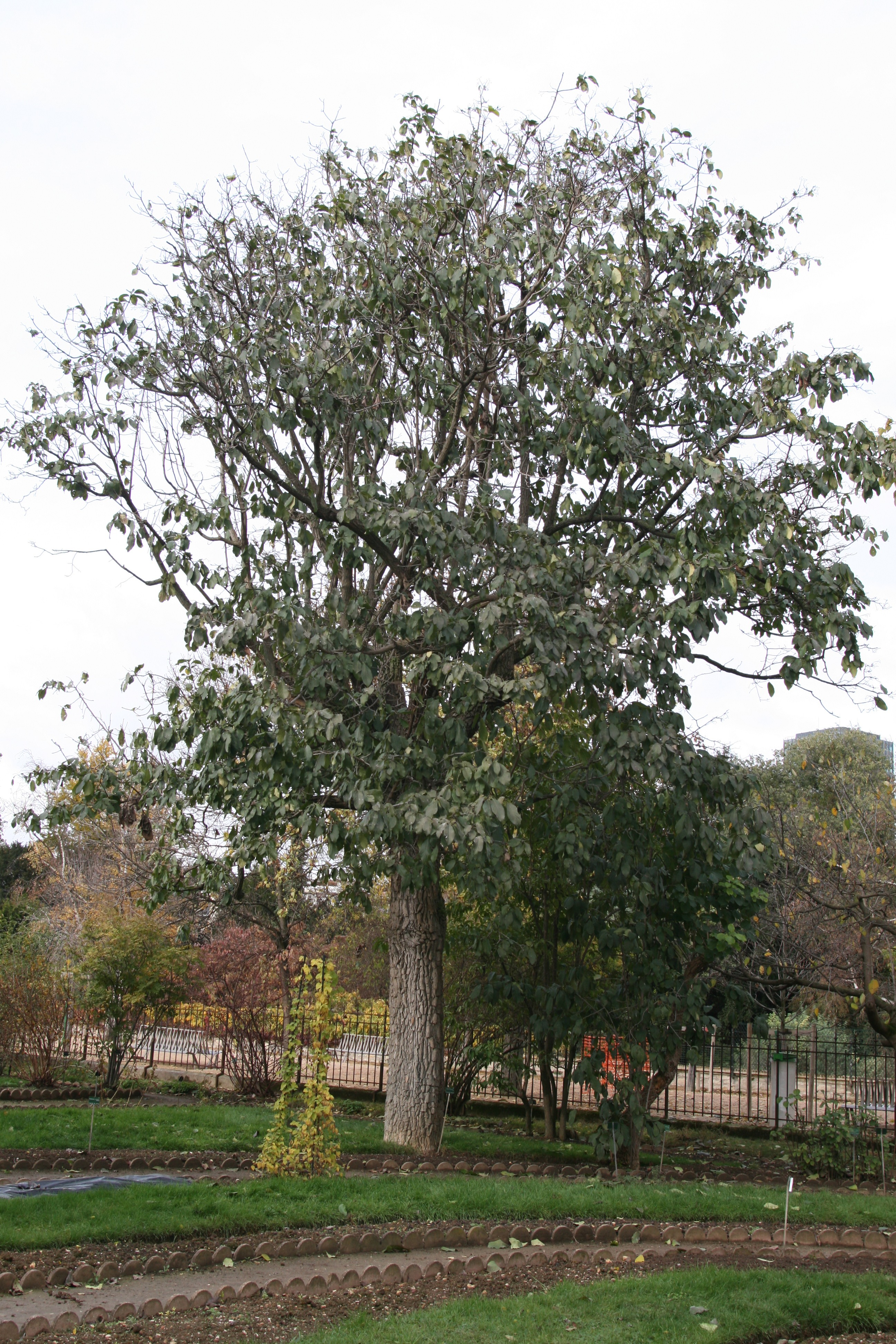